# Lê Mộng Đào
Lê Mộng Đào (1919 - 2006), Pháp danh Tâm Hùng là thành viên sáng lập Niệm Phật đường Phú Lâu thuộc Tỉnh hội Việt Nam Phật học Thừa Thiên Huế, do Hòa Thượng Thiện Siêu là Hội trưởng

Ông cũng là cư sĩ duy nhất giữ chức vụ Hiệu trưởng Trường Bồ Đề, một trường thuộc Giáo hội Phật giáo Việt Nam.

## Tiểu sử
Lê Mộng Đào sinh ngày 5 tháng 5 năm 1919 tại Phú Xuân, Huế.. Ông là con trai thứ hai của một gia đình nho giáo, điền chủ ở tỉnh Thừa Thiên Huế. Cha ông tên Lê Viết Mưu, mẹ là bà Trần Thị Ngô. Ông bà có bảy người con, trong đó Lê Mộng Hoàng, em trai của Lê Mộng Đào là một đạo diễn điện ảnh nổi tiếng, Lê Mộng Nguyên, em trai của Lê Mộng Đào là một nhạc sĩ nổi tiếng với ca khúc Trăng mờ bên suối.
Lúc nhỏ, Lê Mộng Đào bắt đầu đi học ở trường làng Phú Xuân, rồi vào học trường tiểu học (École Primaire) Chaigneau ở Huế. Sau đó ông học tại trường An Cựu Huế và trường Quốc học Huế, Việt Nam. Ông đỗ Tú tài, thông thạo và là thầy dạy tiếng Pháp.
Năm 1942, Lê Mộng Đào kết hôn cùng bà Trần Thị Tuyết và sau đó hạ sinh được 13 người con, sau còn 11 người  con.
Vào giữa thập niên 40 của thế kỷ XX, Lê Mộng Đào là thành viên sáng lập sáng lập Niệm Phật đường Phú Lâu (Khuôn Tịnh độ Phú Lâu) thuộc Tỉnh hội Việt Nam Phật học Thừa Thiên - Huế.
Năm 1952 - 1967, ông Lê Mộng Đào là Hiệu trưởng thứ 2 trường Trung học Tư thục Bồ Đề - Huế. Ông cũng là cư sĩ duy nhất giữ chức vụ Hiệu trưởng trường Bồ Đề; một trường thuộc Giáo hội Phật giáo Việt Nam.
Năm 1963, trong thời kỳ đấu tranh chống kỳ thị tôn giáo, ông Lê Mông Đào đã bị bắt tù giam, Bà Trần Thị Tuyết – vợ ông đã phải trải qua một thời kỳ gian khó nhất khi một mình gồng gánh nuôi 11 đứa con còn thơ dại.
Năm 1964 - 1967, Lê Mộng Đào được bầu vào Hội đồng Nhân dân Thị xã Huế và được cử làm chức vụ chủ tịch. Trong chức vụ này Ông đã làm được nhiều việc cho Huế trong đó có việc chỉ đạo lập dự án và đích thân vận động Bộ Công chánh cho xây Cầu Phú Xuân.
Năm 1967, Lê Mộng Đào đưa gia đình vào Sài Gòn, với một số vốn ít ỏi nhờ sự giúp đỡ hết lòng của Hoà Thượng Thích Trí Quang và bà con bạn bè thân hữu; ông cùng vợ đã bươn chải, tảo tần sinh sống bằng nghề làm bánh, mứt và sản xuất hộp quà tết để lo cho con ăn học thành tài.
Năm 1987 – 2000: Đồng sáng lập và Cố vấn Ban Giám đốc Văn phòng Xây dựng Hòa Bình.
Năm 2000 - 2006: Chủ tịch Danh dự Công ty Cổ phần Xây dựng và Kinh doanh Địa ốc Hòa Bình (nay là Tập đoàn Xây dựng Hòa Bình). Ngoài ra, ông còn kiêm chức cố vấn thường vụ Ban Bảo trợ, Phó ban Hộ Tự chùa Hải Quang và chùa Vạn Đức của thành hội Phật giáo Thành phố Hồ Chí Minh.